# Octopus polyzenia
Octopus polyzenia är en bläckfiskart som beskrevs av Gray 1849. Octopus polyzenia ingår i släktet Octopus och familjen Octopodidae. Inga underarter finns listade i Catalogue of Life.